# Matthias von Saarburg
Matthias von Saarburg (* um 1615; † 19. März 1681 in Mainz) war ein Kapuzinerpater und Baumeister des Barocks.

## Leben und Ordenstätigkeit
Über die Herkunft des Matthias von Saarburg ist nichts bekannt. Sein Familienname und die unbestimmte Erwähnung in älterer Literatur als „Matthias von Saaburg aus Trier“ lassen allerdings auf eine Herkunft aus dem südwestdeutschen Raum schließen. Nach seinem Eintritt in den Kapuzinerorden bekleidete er dort neben seiner Tätigkeit als Ordensbaumeister verschiedene hohe Ordensämter. So war er Princeps und später Guardian in Aschaffenburg.

## Bauwerke
1627 wurde in Mainz längs des Rheins unter Kurfürst Georg Friedrich von Greiffenklau mit dem Bau des östlichen Flügelsaals der erzbischöflichen Residenz im Renaissancestil begonnen. Nach Greiffenklaus Tod wurde das Werk unter Kurfürst Anselm Casimir Wambolt von Umstadt fortgesetzt. Als Baumeister wird der Kapuzinerpater Matthias von Saarburg genannt.
Für den Kapuzinerorden baute er die heute nach Zerstörung nicht mehr existierende St.-Laurentius-Kirche in Bingen und leitete 1658 als Bauleiter den Ausbau des Kapuzinerklosters ebenda.
1662 baute er die Marienkapelle auf dem Karmelenberg bei Bassenheim, und von 1667 bis 1669 Schloss Sternberg. Schloss Sternberg in Sulzdorf an der Lederhecke wurde von ihm als einheitliche Barockanlage im Vierflügelbau mit Ecktürmen konzipiert. Von 1673 bis 1681 war er als Baumeister für das Adelsgeschlecht von Schönborn tätig. Er errichtete den Schönborner Hof in Aschaffenburg.
Ein ihm ebenfalls zuzuschreibendes Bauwerk war die Abtei Altmünster in Mainz. Zwischen 1656 und 1662 wurde, nunmehr innerhalb der Stadtmauer an der Altmünsterstraße am Fuße des Kästrich, eine neue, heute nicht mehr existierende Kirche errichtet. Die Abtei wurde als ein sechsjochiger Saalbau im frühen Barockstil mit starken Wandpfeilern ohne ausgeschiedenen Chor und mit zwei östlichen Fassadentürmen.
Als weitere Bauwerke werden ihm unter anderem das Schloss zu Blieskastel und das Kapuzinerkloster in Lohr als sein Erstlingswerk als Baumeister 1648 zugeschrieben.